# Menhartice (Křimov)
Menhartice (deutsch Märzdorf) ist ein Ortsteil der Gemeinde Křimov in Tschechien. Das Dorf wurde 1958 nach dem Bau der Trinkwassertalsperre Křimov aufgegeben.

## Geographie
Menhartice befand sich drei Kilometer östlich von Hora Svatého Šebestiána auf dem Kamm des sächsisch-böhmischen Erzgebirges am südlichen Fuße des Menhartický vrch (Müllerberg, 848 m) linksseitig des Baches Menhartický potok (Märzdorfer Bach). Östlich erhebt sich der Chlum (Ahrenberg, 757 m) und im Nordwesten die Kraví hora (Kühberg, 845 m). Im Südosten liegt die Talsperre Křimov. Nördlich verläuft die Trasse der stillgelegten Bahnstrecke Chomutov–Reitzenhain, die hier den Menhartický vrch umfuhr.
Nachbarorte sind Nový Dům, Načetín und Jindřichova Ves im Norden, Zákoutí, Mezihoří und Radenov im Nordosten, Bečov im Osten, Třetí Dolský Mlýn und Suchdol im Südosten, das ebenfalls erloschene Stráž im Süden, Nová Ves im Südwesten, Hora Svatého Šebestiána im Westen sowie das wüste Pohraniční im Nordwesten.

## Geschichte
Die erste schriftliche Erwähnung von Meinhardesdorf erfolgte 1281, als Chotěboř von Retschitz das Gut Krimove einschließlich der zugehörigen Dörfer dem Deutschritterorden in Komotau überließ. Das Dorf soll als Köhlersiedlung ursprünglich westlich auf dem Herrnsteinberg angelegt worden und danach wegen Wassermangels in Tal verlegt worden sein. Nach längeren Streitigkeiten mit der Böhmischen Krone nutzte Wenzel IV. 1410 nach der Schlacht bei Tannenberg die Schwäche des Ordens und konfiszierte dessen Besitz. 1411 verwies Wenzel den Orden des Landes. Nachfolgend wurde das Dorf Teil der Herrschaft Komotau. Bei ihrem Freikauf aus der Untertänigkeit kaufte die Stadt Komotau im Jahre 1605 auch das Dorf Meinhardesdorf. Seine Bewohner wurden fortan dem der Freien Königlichen Stadt gehörigen Gut Schönlind frondienstpflichtig. In der berní rula von 1654 sind für Meinhardesdorf 11 Bauernwirtschaften, vier Chalupner und ein Tagelöhner ausgewiesen. Zwei weitere Bauernhöfe haben wüst. Im Laufe der Zeit wandelte sich der Ortsname in Merzdorf. In der Mitte des 18. Jahrhunderts entstand eine einklassige Dorfschule. 1787 bestand Merzdorf aus 32 Häusern.
Nach der Aufhebung der Patrimonialherrschaften bildete Merzdorf ab 1850 eine politische Gemeinde im Gerichtsbezirk Sebastiansberg bzw. Bezirk Komotau. Im selben Jahre wurde am Dorfplatz die Kapelle des hl. Florian geweiht. 1875 wurde die Bahnstrecke Komotau-Reitzenhain durch die Buschtěhrader Eisenbahn in Betrieb genommen. Der Haltepunkt Märzdorf (später: Menhartice) wurde aber erst am 15. Mai 1933 eröffnet, nachdem die Gemeinde zu Beginn der 1930er Jahre auf einen Eisenbahnanschluss gedrängt hatte. Bis 1895 war Merzdorf auf 41 Häuser angewachsen. Die Bewohner des Dorfes lebten von der Viehzucht und der Landwirtschaft, die wegen der rauen klimatischen Verhältnisse am Erzgebirgskamm wenig ertragreich war. Deshalb wurde in Heimarbeit Spitzenklöppelei und Gorlnäherei betrieben. 1882 wurde in Märzdorf ein Denkmal für Joseph II. errichtet. In der ersten Hälfte des 20. Jahrhunderts setzte sich der Gemeindename Märzdorf durch und 1924 wurde der tschechische Name Menhartice eingeführt. Bis 1918 war das Dorf ausschließlich von Angehörigen der deutschen Volksgruppe bewohnt, nach der Gründung der Tschechoslowakei hatte Märzdorf im Jahre 1921 auch fünf tschechische Einwohner. Nach dem Münchner Abkommen wurde die Gemeinde 1938 dem Deutschen Reich zugeschlagen und gehörte bis 1945 zum Landkreis Komotau. 1939 hatte die Gemeinde 152 Einwohner. Zum Ende des Zweiten Weltkrieges wurde der Ort bombardiert. Nach dem Ende des Krieges kam Menhartice zur Tschechoslowakei zurück und die deutschen Bewohner wurden vertrieben. Die Wiederbesiedlung des Dorfes gelang nur in geringem Umfang. Im Jahre 1948 wurde Menhartice nach Křimov eingemeindet. Die Bedienung des Bahnhaltes endete mit Einstellung des Personenverkehrs nach Hora Sv. Šebestiána am 9. Mai 1948. Zwischen 1953 und 1958 entstand unterhalb von Stráž die Trinkwassertalsperre Křimov. Da die Dörfer Stráž und Menhartice im Einzugsgebiet der Talsperre lagen, wurden sie 1958 geräumt. 
An der Stelle des Dorfes befindet sich heute ein Gebüsch, in dem sich Mauerreste und Teiche befinden. Nordwestlich über der Wüstung liegt auf dem Kraví hora eine verlassene Kaserne der tschechoslowakischen Armee.

## Entwicklung der Einwohnerzahl
| Jahr | Einwohnerzahl |
| ---- | ------------- |
| 1869 | 224           |
| 1880 | 226           |
| 1890 | 224           |
| 1900 | 214           |
| 1910 | 195           |

| Jahr | Einwohnerzahl |
| ---- | ------------- |
| 1921 | 166           |
| 1930 | 168           |
| 1950 | 12            |
| 1961 | 0             |

## Sehenswürdigkeiten
- Talsperre Křimov, östlich des Dorfes